# Simaninggir (Barumun)
Simaninggir is een bestuurslaag in het regentschap Padang Lawas van de provincie Noord-Sumatra, Indonesië. Simaninggir telt 75 inwoners (volkstelling 2010).